# Kingsley Davis
Kingsley Davis (* 20. August 1908 in Tuxedo, Jones County, Texas; † 27. Februar 1997 in Stanford, Kalifornien) war ein US-amerikanischer Soziologe. Er gilt als Klassiker der Bevölkerungswissenschaft. Davis war 49. Präsident der  American Sociological Association.

## Leben und Werk
Davis studierte Englisch, Philosophie und Soziologie an der University of Texas at Austin und der Harvard University in Cambridge (Massachusetts). 1936 wurde er mit seiner von Talcott Parsons beeinflussten Arbeit A structural analysis of kinship; prolegomena to the sociology of kinship zum Ph.D. der Soziologie promoviert. Anschließend lehrte er an verschiedenen US-amerikanischen Universitäten. Seit 1960 war er Mitglied der American Philosophical Society. 1964 wurde er in die American Academy of Arts and Sciences gewählt, 1966 in die National Academy of Sciences. Seit 1955 war er Professor an der University of California, Berkeley. Er wurde 1977 emeritiert, lehrte und forschte aber noch bis 1992 an der University of Southern California in Los Angeles und an der Hoover Institution on War, Revolution, and Peace in Stanford.
Davis forschte zur Bevölkerungsentwicklung in den unterschiedlichen Regionen der Welt. Er prägte den Begriff Bevölkerungsexplosion.